# Rok Žaucer
Rok Žaucer, slovenski jezikoslovec, *17. februar 1974, Ljubljana, Slovenija.

## Življenje in delo
Obiskoval je  Osnovno šolo Trnovo, ki je bila po prvih dveh letih njegovega šolanja preimenovana v Osnovno šolo X. slovenske narodnoosvobodilne udarne brigade Ljubljanske (danes se ponovno imenuje Osnovna šola Trnovo).
V sedmem razredu je bil njegov razred dodeljen novoustanovljeni podružnici, in sicer enoti Cveto Močnik – Kolezija (danes Osnovna šola Kolezija).
Po končani osnovni šoli se je vpisal na Srednjo šolo za družboslovje in splošno kulturo Vide Janežič, katera pa se je po njegovih opravljenih prvih dveh letih preimenovala v  Gimnazijo Poljane, kot se imenuje še danes.
Po končani gimnaziji se je odločil za dvopredmetni študij angleškega jezika (A) in splošnega jezikoslovja (B) na Filozofski fakulteti Univerze v Ljubljani.  V tretjem in četrtem letniku je v okviru programa Angleški jezik in književnost študij opravljal na prevajalski smeri. 
Vmes je v letu 1999-2000 s sedemmesečnim civilnim služenjem v domu za starejše občane Ljubljana Vič-Rudnik, enota Kolezija odslužil obvezni vojaški rok.
Leta 2000 je diplomiral z nazivoma diplomirani anglist prevajalec in diplomirani splošni jezikoslovec.
Ker ga je v času dodiplomskega študija jezikoslovje prepričalo, se je v zimi 1999/2000 prijavil na nekaj kanadskih in ameriških jezikovnih oddelkih za podiplomski študij. Finančno najboljše pogoje so mu ponudili na Oddelku za jezikoslovje na Univerzi v Ottawi (v Kanadi). Jeseni leta 2000 je tako začel dvoletni magistrski program in si poleti 2002 z zagovorom magistrske naloge z naslovom »The Role of Verbal Prefixes in Slavic: Evidence from Slovenian Locative Denominal Verbs« prislužil naziv magister jezikoslovja. Jeseni leta 2002 je na istem oddelku začel štiriletni doktorski program, na katerem je leta 2008 ubranil doktorsko disertacijo z naslovom »A VP-internal/Resultative Analysis of 4 VP-External Uses of Slavic Verbal Prefixes,« na podlagi česar mu je bil leta 2009 podeljen naziv doktor jezikoslovja.
V času dodiplomskega študija je po študentskih napotnicah občasno lektoriral in prevajal (iz angleščine v slovenščino in obratno).
S sošolci so leta 1998 ustanovili brezplačno jezikoslovno svetovalnico ŠUSS, ki je bila prva slovenska spletna jezikovna svetovalnica, v okviru katere so potem deset let ljudem pomagali z odgovori na jezikoslovna vprašanja. Po dveh letih delovanja so pri Študentski založbi izdali tudi knjižni zbornik odgovorov.
Leta 1998 je v soavtorstvu s  Francem Marušičem s prispevkoma o slovenščini v Evropski uniji sodeloval na svoji prvi konferenci (Kongres Društva za uporabno jezikoslovje) in prvi mednarodni konferenci (na Univerzi v Navarri v Pamploni v Španiji). Leta 2002, torej v drugem letniku magistrskega študija, se je s soavtorskim prispevkom s Francem Marušičem in Tatjano Marvin na temo slovesnkih povedkovih prilastkov udeležil svoje prve jezikoslovne konference v Severni Ameriki (Formal Approaches to Slavic Linguistics). V nadaljevanju podiplomskega študija je potem z nekaj avtorskimi in več soavtorskimi prispevki sodeloval še na vrsti jezikoslovnih konferenc v ZDA, Kanadi in Evropi.
Med magistrskim in doktorskim študijem je na Oddelku za jezikoslovje Univerze Ottawi je od leta 2000 do 2006 ves čas opravljal pedagoško asistenstvo pri različnih predmetih ali raziskovalno asistenstvo na raznih raziskovalnih projektih (tam je bil takrat urejen način financiranja del za večino podiplomskih študentov).
V pomladnem semestru leta 2007 je na programu Slovenistika na Univerzi v Novi Gorici po avorski pogodbi sodeloval pri izvajanju predmeta Slovenski knjižni jezik II – Oblikoslovje. Jeseni leta 2007 se je na Univerzi v Novi Gorici polno zaposlil kot asistent za jezikoslovje.
Med leti 2007 in 2009 je bil na Univerzi v Novi Gorici zaposlen kot asistent za jezikoslovje, od leta 2009 pa kot docent za jezikoslovje. V okviru Fakultete za humanistiko predava na prvo- in drugostopenjskih programih Slovenistike, v okviru Fakultete za podiplomski študij pa na tretjestopenjskem programu Kognitivne znanosti jezika. Raziskovalno deluje v okviru Centra za kognitivne znanosti jezika, ki ga od ustanovitve leta 2014 tudi vodi. Od leta 2009 do 2014 je vodil tudi Raziskovalni center za humanistiko, od katerega se je Center za kognitivne znanosti jezika leta 2014 odcepil.
V letu 2012 je s štipendijo Evropske znanstvene fundacije tri mesece gostoval v Jezikoslovni sekciji Oddelka za filologijo Univerze v Patrasu (Grčija). V letu 2010 pa ponovno en mesec na Centru za napredne raziskave teoretičnega jezikoslovja Univerze v Tromsoju (Norveška).
Od začetka podiplomskega študija pa do danes se je največ ukvarjal s preučevanjem skladnje in morfoskladnje. Pretežno na podatkih iz slovenščine, in sicer v modelu tvorbene slovnice. Poleg tega se je nedavno ukvarjal tudi z usvajanjem jezika in preučevanjem povezave med jezikom in ostalo kognicijo. Ukvarjal se je tudi s slovensko jezikovno politiko, pretežno preko izdelovanja elaboratov za potrebe Ministrstva za kulturo, in teorijo in prakso jezikovnega svetovanja.
Med leti 2011 in 2013 je bil s Francem Marušičem in Petro Mišmaš v ekipi Univerze v Novi Gorici, ki je izvajala svetovanje za potrebe Spletne jezikovne svetovalnice za slovenski jezik. Leta 2014 je na podlagi izbranega gradiva izšel tudi knjižni zbornik.
Od leta 2018 sta s Francem Marušičem glavna urednika mednarodne jezikoslovne revije Journal of Slavic Linguistics.

## Delna bibliografija
- (sourednik s F. Marušičem) Formal Studies in Slovenian Syntax. Amsterdam: John Benjamins, 2016.
- (sourednik s F. Marušičem) Studies in Formal Slavic Linguistics, zbornik prispevkov. Frankfurt: Peter Lang, 2008.
- (soavtor s F. Marušičem) On the Intensional FEEL-LIKE Construction in Slovenian: A case of a phonologically null verb, v Natural Language & Linguistic Theory 24 (2006): 1093-1159.
- (soavtor s F. Marušičem) A definite article in the AP – evidence from colloquial Slovenian, v L. Schurcks/A. Giannakidou/U. Etxeberria (ur.), The nominal structure in Slavic and beyond. Berlin: De Gruyter, 2014. pp. 183–208.